# كريستيان تشوكوو
كريستيان تشوكوو (بالإنجليزية: Christian Chukwu)، لاعب ومدرب كرة قدم نيجيري سابق.
لعب مع منتخب نيجيريا لكرة القدم الفائز في كأس الأمم الأفريقية لكرة القدم 1980، وقد كان هو أول كابتن نيجيري يحمل كأس البطولة.
وقد درب منتخب كينيا لكرة القدم ومنتخب نيجيريا لكرة القدم.

## روابط خارجية
- كريستيان تشوكوو على موقع الاتحاد الدولي (مؤرشف)  (الإنجليزية)
- كريستيان تشوكوو على موقع قاعدة بيانات كرة القدم.إي يو (الإنجليزية)
- كريستيان تشوكوو على موقع ناشيونال فوتبول تيمز (الإنجليزية)
- كريستيان تشوكوو على موقع عالم كرة القدم.نت (الإنجليزية)
- كريستيان تشوكوو على موقع كووورة